# Uhersko
Uhersko ist eine Gemeinde in Tschechien. Sie liegt 18 Kilometer südöstlich des Stadtzentrums von Pardubice und gehört zum Okres Pardubice.

## Geographie

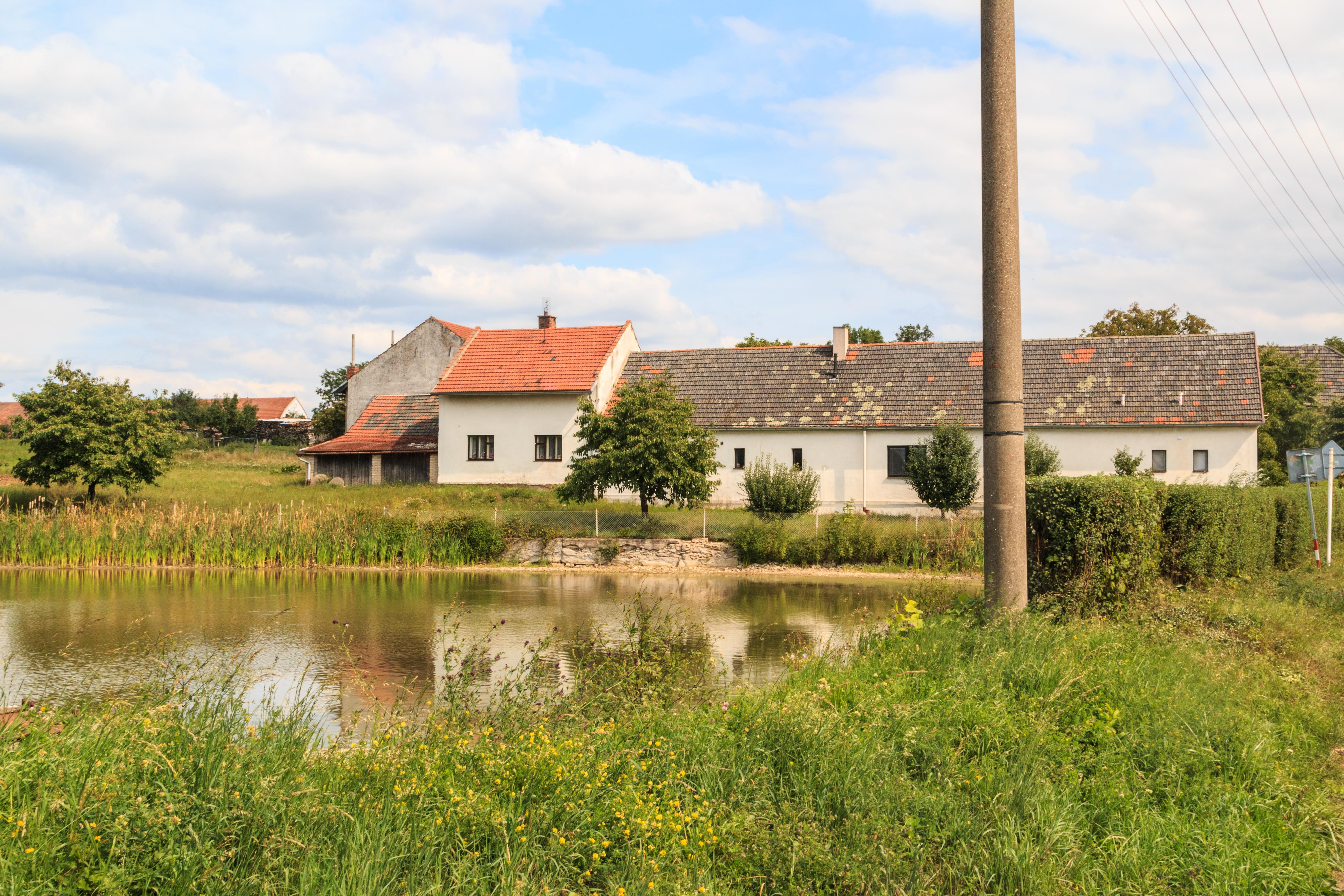
Dorfteich in Uhersko

Uhersko befindet sich im Westen der Chotzener Tafel am rechten Ufer der Loučná. Im Nordosten liegt der Wald Boršov mit dem Teich Lodrant und dem Hegerhaus Najlust. Südlich des Ortes verläuft linksseitig der Loučná die Eisenbahnverbindung Česká Třebová–Prag, an der Uhersko eine Bahnstation besitzt.
Nachbarorte sind Litětiny im Norden, Trusnov im Nordosten, Žíka und Sedlíšťka im Osten, Opočno im Südosten, Ostrov und Městec im Süden, Turov und Čeradice im Westen sowie Horní Roveň im Nordwesten.

## Geschichte
Die erste urkundliche Erwähnung des Dorfes stammt aus dem Jahre 1308.
1704 wurde die Kirche erbaut. Im 19. Jahrhundert lebte der Schriftsteller Alois Jirásek in Uhersko und beschrieb das Leben im Dorf in Teilen seiner Romane V cizích službách (1885) und Z mladých cest. In den 1920er Jahren gestaltete der Maler und Graphiker Alois Mudruňka am Gemeindeamt, der Turnhalle, Metzgerei und weiteren Gebäuden Sgraffiti, die sein Neffe Čestmír Mudruňka 1998 restaurierte.
Im Bahnhof Uhersko kam es am 25. Dezember 1909 zu einem schweren Eisenbahnunfall, bei dem bei einem Zusammenstoß zwischen einem Güter- und einem Schnellzug 13 Menschen ums Leben kamen.

## Gemeindegliederung
Für die Gemeinde Uhersko sind keine Ortsteile ausgewiesen. Zu Uhersko gehört die Einschicht Najlust (Neulust).

## Sehenswürdigkeiten
- Barockkirche Mariä Himmelfahrt, erbaut 1707 und im Jahre 2006 rekonstruiert
- Sgraffiti von Alois Mudruňka
- Schlossruine Neulust

## Söhne und Töchter der Gemeinde
- Alois Mudruňka (1888–1956), tschechischer Maler und Graphiker
- Čestmír Mudruňka (* 1935), tschechischer Bildhauer und Restaurator